# Декларация принципов
Декларация принципов (англ. Declaration of principles) — документ, написанный в 1906 году пионером современных связей с общественностью Айви Ли. Считается, что данный документ стал основополагающим в формировании ключевых принципов PR на десятилетия вперед.

## Исторические предпосылки
В 1903 году Айви Ли включается в предвыборную кампанию Сэта Лоу, кандидата на пост мэра Нью-Йорка. В 1904 году Айви Ли уже активно занимается коммуникациями с прессой и работает в пресс-бюро Национального комитета Демократической партии во время президентской избирательной кампании в США. Ли знакомится с Джорджем Паркером, бывшим журналистом из Буффало, который также работает на американскую Демократическую партию. В том же году они объединяются и создают свою самостоятельную фирму «Паркер энд Ли» (англ. «Parker & Lee»), деятельность которой была направлена на взаимодействие с прессой. Однако фирма не принимала подход «одурачивания публики». Ли и его партнер были убеждены, что для завоевания расположения общественности, в первую очередь, её следует информировать. Компания делала упор на достоверную и своевременную подачу данных и даже допускала, что заказчику иногда придется публично признавать свои ошибки, что было ново для того времени.
Именно поэтому, когда в 1906 году начались забастовки шахтёров в США, Ли поставил для себя задачу максимально полно и быстро информировать представителей прессы о ходе событий. Однако он столкнулся с некоторыми сложностями. На определенные мероприятия (как, например, конференция бастующих шахтёров) пресса не допускалась, а охват других мероприятий был недостаточно широким. Тогда Айви Ли начал рассылать в различные газеты проспекты, содержащие фактические данные о ходе забастовок и о мерах, которые владельцы шахт принимали для разрешения кризиса. Однако редакторы относились к подобным рассылкам с недоверием и обвиняли Ли в том, что он пытается манипулировать ими. Это и вдохновило Айви Ли на написание «Декларации принципов», которую компания впоследствии разослала целевым СМИ.

## Основные положения

### Открытость
Ли подчеркивает, что его компания не является пресс-бюро под прикрытием. Ее деятельность осуществляется открыто и имеет своей целью предоставление информации.

### Отличие от рекламы
В своей «Декларации принципов» Айви Ли впервые сделал акцент на отличии рекламы и PR. Ли подчеркнул, что его компания не является рекламным агентством и решение, использовать ли предоставляемую информацию, остается за редактором.

### Достоверность
В «Декларации принципов» Ли заложил одно из основных положений современного PR — достоверность. Ли подчеркнул, что его компания стремится к тому, чтобы предоставлять только достоверную информацию и выразил готовность предоставить дополнительную информацию или прояснить любой факт или утверждение.

### Информирование общественности
Айви Ли пишет о том, что основным планом и целью компании является предоставление своевременной и достоверной информации по тем вопросам и событиям, которые представляют интерес для массовой публики, от лица бизнесов или некоммерческих организаций.

### Выгода для обеих сторон
Ли замечает, что часто информация, которую общественности предоставляют компании или организации, скорее запутывает людей, чем проясняет интересующие их вопросы, и, зачастую, в ходе составления сообщения, которое представило бы заказчика в лучшем свете, теряется новостная составляющая. Ли подчеркивает, что предоставление ясной, достоверной и своевременной информации важно не только для общественности, но и для имиджа самой компании.

### Ответственность
Айви Ли пишет о том, что высылает только ту информацию, которую готов лично подтвердить и дополнить по запросу редактора. Таким образом, компания Ли несет ответственность за информацию, которую распространяет, и хорошо с ней ознакомлена.

## Критика
Впервые новая философия взаимодействия с прессой, введенная Айви Ли, получила поддержку от журналиста Шермана Морса. В одном из номеров журнала The American Magazine была опубликована статья под названием «Пробуждение Уолл-Стрит». В статье говорилось о том, что крупные компании много лет были безразличны к мнению общественности, и эта политика молчания привела к недоверию со стороны общества. Поэтому, рано или поздно, какие-то меры должны были быть приняты. Однако первые их попытки были тщетны, так как представители крупных корпораций пытались так или иначе повлиять на журналистов, переманить их на свою сторону или заставить их писать именно то, что было нужно компаниям. Такой подход Морс назвал «мелким подкупом». Морс объяснил, что Айви Ли был открыто нанят как представитель компании и предоставлял честную и полную информацию. Он поддержал новый взгляд Айви Ли на общение крупных компаний с прессой и посчитал его шагом вперед в этой сфере.
Десятилетиями позже, в 1965 году, биограф и специалист по связям с общественностью Рэй Гиберт упоминает «Декларацию принципов» в своей статье в журнале «Public Relations Journal» «История Айви Ли и развитие связей с прессой». Он пишет, что «Декларация» спровоцировала революцию во взаимоотношениях между бизнесом и общественностью.
С. Харрисон и К. Молони в своем сравнительном анализе практики двух пионеров связей с общественностью и двух разных подходов к этой сфере деятельности — американского (в лице Айви Ли) и британского (в лице Джона Эллиота) — утверждают, что Ли установил ключевой принцип подачи информации и дал начало самой лучшей и честной практике в современных отношениях с медиа.
Однако существуют и негативные мнения о «Декларации принципов». Многие публицисты, теоретики и практики связей с общественностью обвиняют Айви Ли в распространении ложной информации в рамках действия «Декларации», что не только противоречит ее основном положениям, но и ставит под вопрос столпы современного PR. Создается своего рода парадокс и ставит вопрос — был ли этот документ основой принципов связей с общественностью, или он был создан для того, чтобы скрыть эти основные принципы? Так, Эптон Билл Синклер, американский писатель, известный как разоблачитель журналистов и журналистики, в своем произведении The Brass Check усомнился в искренних намерениях Айви Ли и окрестил его «Poison Ivy» (англ. «Ядовитый плющ»).
Такого же мнения придерживался К. Хэллахан, журналист историк деятельности Рокфеллера, который утверждал, что Айви Ли нарочно выпускал бюллетени, содержащие заведомо ложную информацию, чтобы ввести в заблуждение журналистов и редакторов и получить публикации нужного ему тона.

## Упоминания в культуре
- В фильме «Гражданин Кейн» редактор газеты «Нью-Йорк Инквайер» Чарльз Кейн (прототип — медиамагнат Уильям Хёрст) пишет свою «Декларацию принципов», но вскоре нарушает её положения, а через несколько лет и вовсе рвёт её на куски.